# Ренье II (сеньор Монако)
Ренье II Гримальди (фр. Rainier II Grimaldi, итал. Ranieri II Grimaldi) — соправитель-сеньор Монако в 1352—1357 годах. Сын Карла I и его жены Люччины Спинола.
В 1352 году стал соправителем своего отца вместе с его дядей Антонио и своим братом Габриэлем, совместно с которыми правил до 1357 года, когда Монако было занято генуэзскими войсками. Карл I погиб при осаде.
Был женат дважды. От первой жены Марии дель Карретто детей не имел. Вторая жена — Изабелла Ассинари, у них было пятеро сыновей (Амбруаз, Антуан, Жан, Гаспар, Анри) и дочь Гриффетта.
Умер в 1407 году.